# Павел Беляев
Павел Иванович Беляев е руски космонавт, летял на историческия полет Восход 2.
Беляев е избран за съветската космическа програма през 1960 г., след почти 15 години опит в съветските ВВС. Първоначално се смятало, че Беляев ще лети на Восток 8 до радиационния пояс около Земята, но този полет е отменен.
Умира през 1970 г. от перитонит, който е в резултат на операция от язва на стомаха. Погребан е в манастира Новодевичий, близо до Москва.
Беляев е награден с почетното звание Герой на Съветския съюз, ордена Ленин, ордена Червена звезда, както и голям брой медали и чуждестранни ордени. Обявен е за почетен гражданин на Разград.
Малката планета 2030 Беляев, открита от Людмила Черних, е кръстена в негова чест.